# Fòssamanha
Fòssa Manha, o Fòssamanha segons les regles gràfiques normals (en francès Fossemagne), és un municipi francès, situat al departament de la Dordonya i a la regió de la Nova Aquitània.

## Demografia
| 1962                                       | 1968 | 1975 | 1982 | 1990 | 1999 | 2007 |
| ------------------------------------------ | ---- | ---- | ---- | ---- | ---- | ---- |
| 558                                        | 556  | 505  | 544  | 535  | 528  | 596  |
| Des de 1962: població sense dobles comptes |      |      |      |      |      |      |

## Administració
| Període | Identitat    | Partit |
| ------- | ------------ | ------ |
| 2008-   | Annie Delage | UMP    |